# Amtsgericht Hamburg-Wandsbek

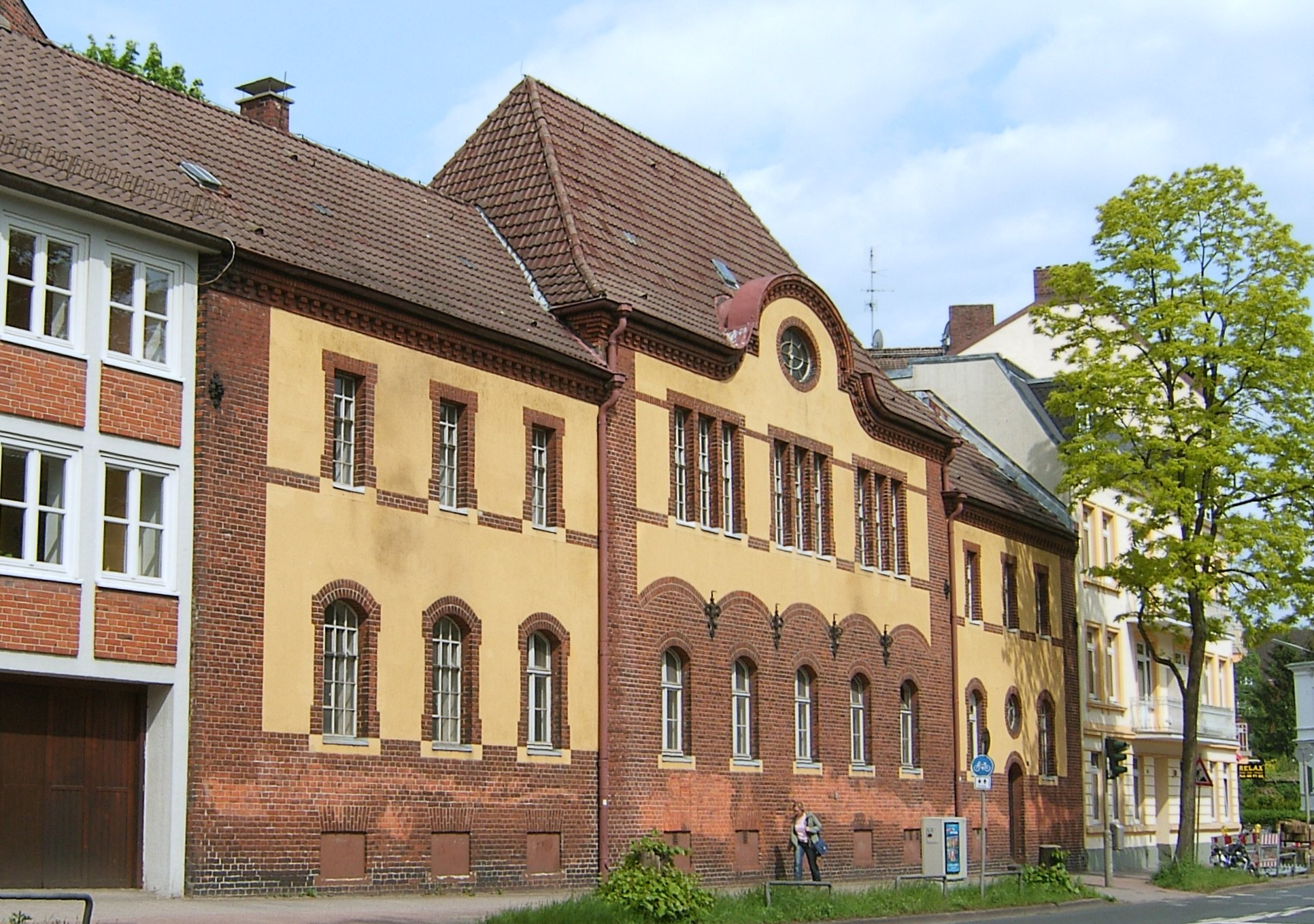
Das Gefängnis

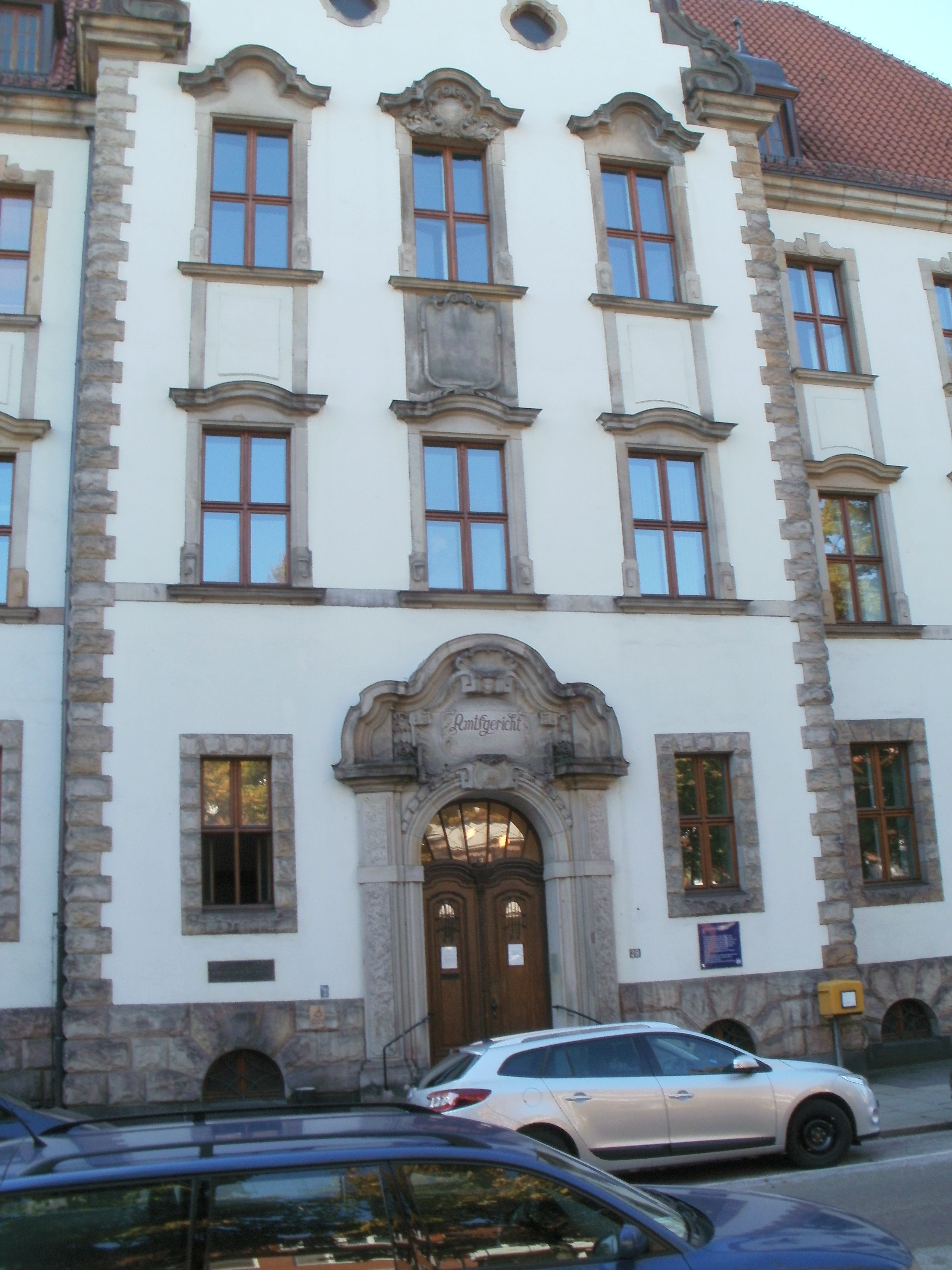
Eingang Amtsgericht Wandsbek

Das Amtsgericht Hamburg-Wandsbek ist ein Gericht der ordentlichen Gerichtsbarkeit und Kulturdenkmal in Hamburg-Wandsbek. Es ist eines von acht Amtsgerichten im Landgerichtsbezirk des Landgerichtes Hamburg.

## Geschichte und Gebäude
Nach dem Deutsch-Dänischen Krieg wurden die Herzogtümer Schleswig und Holstein 1867 preußische Provinzen. Im Zuge der Verwaltungsneuordnung entstand ein „Königliches Amtsgericht“. Als sein Nachfolgerbau wurde 1908 nach Plänen von Paul Thoemer das Gerichtsgebäude mit Gefängnis erbaut. Das Amtsgericht hatte vorher seinen Sitz in der Hamburger Straße (die jetzt Wandsbeker Marktstraße heißt). Die Putzbauten mit Werksteingliederung im Stil der deutschen Renaissance zeigen den Einfluss der zeitgleichen Berliner Architektur.
Im Gebäudeinneren befinden sich noch ein Gerichtssaal im Stile des beginnenden Jahrhunderts und ein Treppenhaus aus dieser Zeit. Beide dienten auch bereits als Filmkulissen.
Das ehemalige Gefängnis wurde bis 2005 als Jugendarrestanstalt genutzt. Die Anlage wurde ab Oktober 2012 denkmalgerecht saniert und die Räume stehen ab Juli 2014 dem Amtsgericht zur Verfügung. Die Anschrift des Amtsgerichtes lautet: Schädlerstraße 28, 22041 Hamburg.

## Verkehrsanbindung
Das Amtsgericht liegt wenige Gehminuten vom zentralen Einkaufsbereich um den Wandsbeker Marktplatz mit U-Bahn-Station und Busbahnhof Wandsbek Markt.

## Gerichtsbezirk und Zuständigkeit
Das Amtsgericht Wandsbek ist für ein Gebiet von ca. 46,5 km² mit etwa 183.000 Einwohnern im Osten und Nordosten Hamburgs örtlich zuständig. Dies stellt nur einen Teilbereich des politischen Bezirks Wandsbek dar, nämlich neben Wandsbek die Ortsteile Rahlstedt, Tonndorf, Jenfeld, Marienthal und Eilbek. Im übrigen Bezirk Wandsbek ist entweder das Amtsgericht Hamburg-Barmbek oder das Amtsgericht Hamburg zuständig. Überlegungen, die Zuständigkeit auf den gesamten Bezirk auszudehnen, wurden aufgegeben. Auf dieser Karte auf OpenStreetMap ist die Bezirksgrenze zu sehen.
Sachlich umfasst die Zuständigkeit alle den Amtsgerichten zugewiesenen Rechtsmaterien, mit Ausnahme des gerichtlichen Mahnverfahrens, Insolvenzverfahren und Landwirtschaftssachen und Entscheidungen nach dem Transsexuellengesetz, Handels-, Vereins- und Schiffsregister. Diese Bereiche werden vom Amtsgericht Hamburg bearbeitet.

## Übergeordnete Gerichte
Dem Amtsgericht Wandsbek unmittelbar übergeordnet ist das Landgericht Hamburg. Diesem als zuständiges Oberlandesgericht übergeordnet ist das Hanseatische Oberlandesgericht.